# Sarcolobus spanoghei
Sarcolobus spanoghei är en oleanderväxtart som beskrevs av Friedrich Anton Wilhelm Miquel. Sarcolobus spanoghei ingår i släktet Sarcolobus och familjen oleanderväxter. Inga underarter finns listade i Catalogue of Life.